# Baciki Dalsze
Baciki Dalsze – wieś w Polsce położona w województwie podlaskim, w powiecie siemiatyckim, w gminie Siemiatycze.
Wieś położona w ziemi mielnickiej w 1795 roku, wchodziła wraz z folwarkiem w skład klucza siemiatyckiego księżnej AnnyJabłonowskiej. W latach 1975–1998 miejscowość administracyjnie należała do województwa białostockiego.
Wierni kościoła rzymskokatolickiego należą do parafii Parafia św. Andrzeja Boboli w Siemiatyczach.